# Мелик-Асланов, Рамиз Лютфали оглы
Рамиз Лютфяли оглу Мелик-Асланов (азерб. Ramiz Lütfəli oğlu Məlik-Aslanov; род. 14 марта 1942, Баку) — дирижёр, профессор (1993), Народный артист Азербайджанской Республики (1991), Заслуженный деятель искусств Азербайджанской ССР(1981), Лауреат международных конкурсов.

## Жизнь
Рамиз Мелик-Асланов родился 14 марта 1942 года в городе Баку. Выходец из древнего и знатного Карабахского дворянского рода Мелик-Аслановыx.
С детства увлекался музыкой. С шести лет учился в классе Исаака Михайловича Турича.
В 1959 году окончил Музыкальную школу при Аз. Гос. Консерватории (ныне Музыкальнaя школa имени Бюль-Бюля).
С 1959—1965 гг. учился в Аз. Гос. Консерватории им. Узеира Гаджибекова (ныне Бакинская музыкальная академия) по классу виолончель.
В 1966 году продолжил образование в Ленинградской Гос. Kонсерватории им. Н. А. Римского Корсакова (ныне Санкт-Петербургская консерватория имени Н. А. Римского-Корсакова) по классу оперно-симфонического дирижирования. Там же, в 1971 году состоялся eгo дирижёрский дебют, который принёс ему известность.
В годы учёбы в музыкальной школе сидел за одной партой с Народным артистом СССР Муслимом Магомаевым. После окончания музыкальной школы они остались друзьями.

## Деятельность
С 1971 года возглавил Симфонический оркестр Гостелерадио и Телевидения Азербайджанской ССР.
В 1977—1979 годах работал в оркестре Каирской консерватории, после чего вернулся в Азербайджан и стал дирижёром и руководителем Государственного Камерного оркестра имени Узейра Гаджибекова.
С 1995—2022 года являлся главным дирижёром оркестра Государственной Консерватории Стамбульского университета, который по праву считается одним из лучших в Европе.
В 2002—2008 являлся главным приглашенным дирижёром Македонского национального симфонического оркестра.
2018 — Победитель Гран-при конкурса Caspi Art International.
Был удостоен чести дирижировать Московским, Санкт-Петербургским, Лондонским Королевским, а также многими другими Симфоническими оркестрами. Принимал участие в Абердинском, Бетховенском, Вавилонском, Охридском и ряде других фестивалей.

## Семья
- Жена: Тамилла ханым Али гызы Мухтарова (08.04.1937, Баку).
- Дети: Теймур (24.11.1970, Баку), Заур (20.07.1974, Баку).

## Награды и звания
- Народный артист Азербайджанской Республики — 17.05.1991
- Заслуженный деятель искусств Азербайджанской ССР — 30.12.1981
- Медаль «100-летие Азербайджанской Демократической Республики» — 2019